# Het Dordts Patriciërshuis
Het Dordts Patriciërshuis is een museum aan de Wolwevershaven in Dordrecht, in de Nederlandse provincie Zuid-Holland. Het werd in 2011 geopend. De achterkant van het museum ligt aan de Oude Maas.

## Het pand
Het huis werd gebouwd in opdracht van Jacob Trip (1575-1663). Hij was de zwager van Johan van Neurenburg, de bouwheer van het pand waar Museum van Gijn is gehuisvest.
 Tegen het einde van de 18de eeuw werd het huis bewoond door burgemeester Anthonij van den Santheuvel.
Ronde Maaskamer
Een opmerkelijke kamer is de ronde Maaskamer, die uitzicht biedt op Europa's drukst bevaren drierivierenpunt van de Oude Maas, de Noord en de Merwede.

## De collectie
Achter de gevel van een Dordts patriciërshuis zijn stijlkamers ingericht met originele meubels uit de periode van Louis XVI.
Het museum heeft ook een collectie tekeningen en schilderkunst met werken van de Dordtse kunstschilders Cornelis Kuipers (1739-1802), Aert Schouman (1710-1792), Johannes Christiaan Schotel (1787-1838) en Leonard de Koningh (1810-1887).
De collectie is ondergebracht in Stichting LWG Museum aan de Maas. Directeur is Frans Sonneveldt.